# 11e Bataillon (Régiment de défense de l'Ulster)
Pour les articles homonymes, voir 11e Bataillon.
Le 11e Bataillon (Craigavon), Régiment de Défense de l'Ulster, a été formé à partir de compagnies du 2e Bataillon du Régiment de défense de l'Ulster (2 UDR) et du 3e Bataillon du Régiment de défense de l'Ulster en 1972. En 1991, dans le cadre des réductions prévues par les Options for Change de l'armée britannique, il a de nouveau fusionné avec le 2 UDR pour former le 2e/11e Bataillon du Régiment de Défense de l'Ulster.

## Formation
Le bataillon a été formé en 1972 à la suite d'une annonce du major général Robert Ford, commandant des forces terrestres en Irlande du Nord (CLFNI). La création du nouveau et dernier bataillon de l'UDR a porté les effectifs opérationnels à 9 000 hommes, faisant du régiment non seulement le plus jeune mais aussi le plus grand bataillon d'infanterie de l'armée britannique.
Le nouveau bataillon est commandé par le lieutenant-colonel Robin Chappell, qui était auparavant commandant du 2 UDR voisin. Il est le premier officier régulier à commander le 2e bataillon, et le seul officier régulier à commander deux bataillons UDR distincts.
En 1990, l'UDR comptait 772 membres qui patrouillaient dans une zone de 1 500 kilomètres carrés.

## Caserne

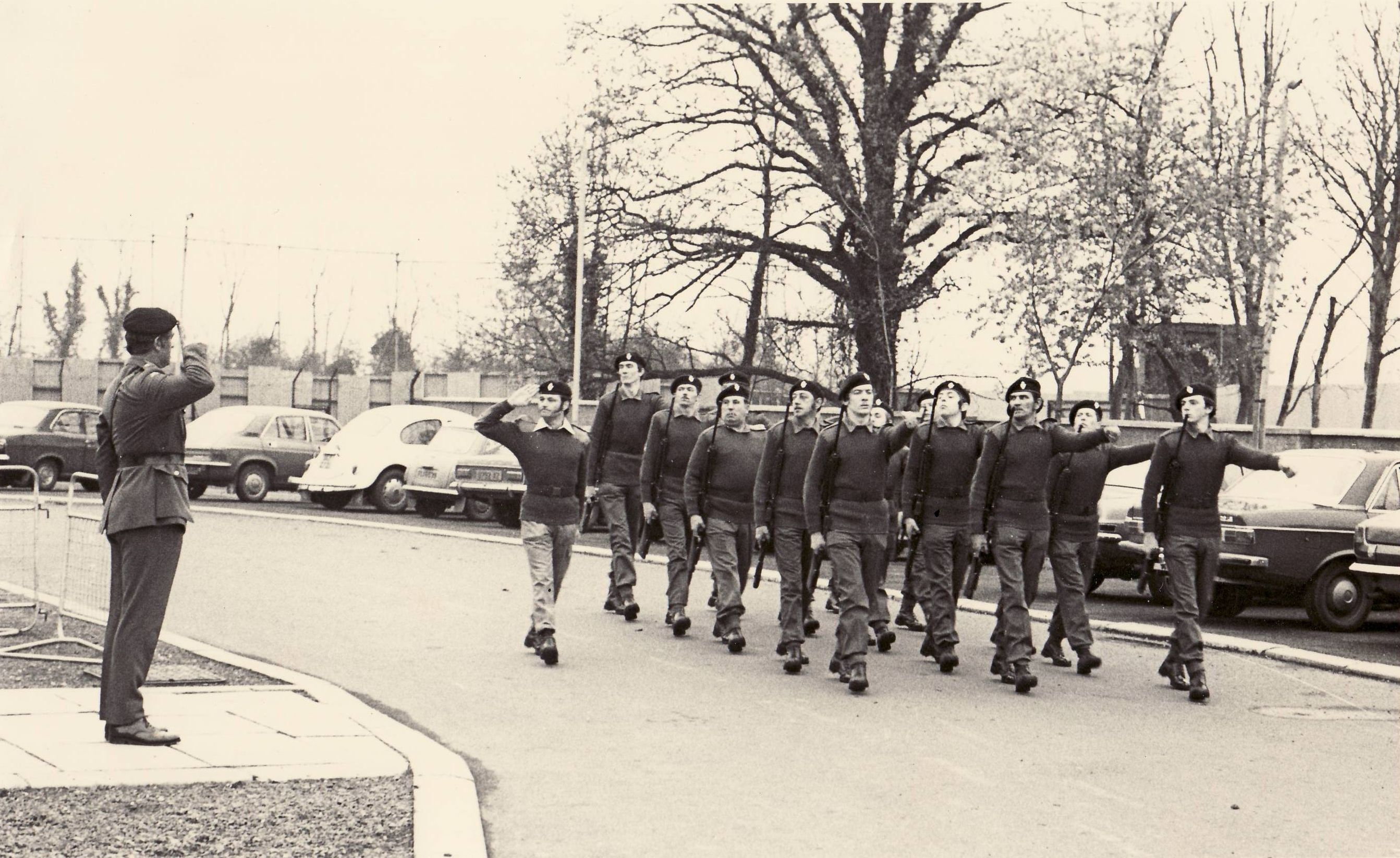
Une section de soldats de l'UDR salue son commandant à la caserne de Mahon.

Dès sa formation, le QG du bataillon est basé à la caserne Mahon Road, connu par les troupes sous le nom de "Fort Mahon", une nouvelle base de l'UDR construite à cet effet sur Mahon Road, à Portadown, à côté de l'historique Mahon House. Le bataillon prend le commandement et développe les pelotons et les compagnies qui faisaient autrefois partie de la 2 UDR basée en Armagh à Lurgan, Portadown et Tandragee, ainsi que la compagnie Banbridge de la 3 UDR.

## Compagnies

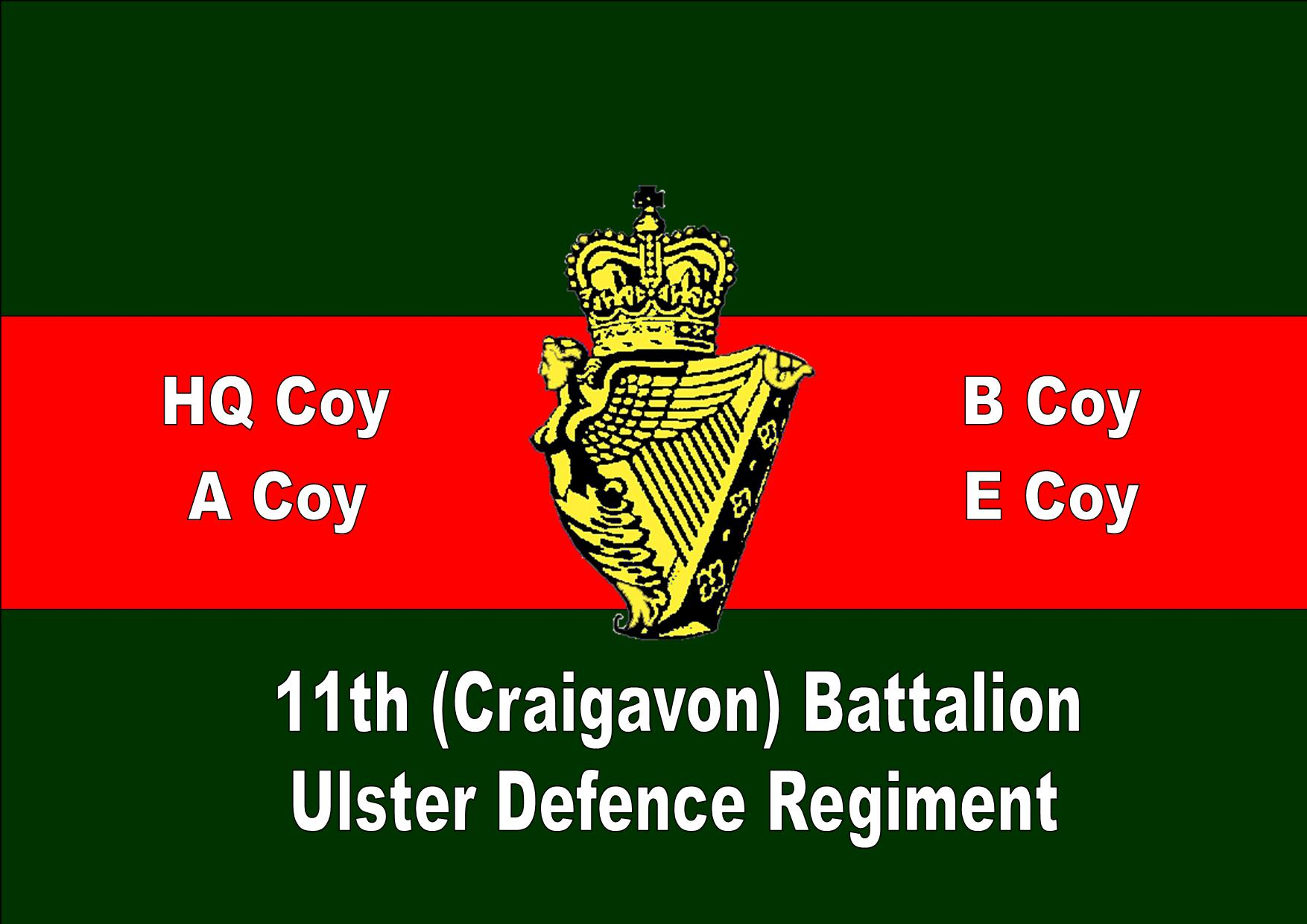
Panneau de la porte principale de la caserne de Mahon

### QG de la compagnie
Caserne Mahon, Portadown. - Un mélange d'armée régulière et de cadres permanents, de personnel administratif à temps partiel, d'instructeurs, de gardiens, de mécaniciens et d'une force de garde composée de soldats du Conrate. Le commandant du bataillon était un lieutenant-colonel de l'armée régulière. Parmi les autres militaires de carrière, on trouve l'adjudant (un major), un major d'instruction et des instructeurs permanents. Les magasins de l'intendance faisaient également partie de cette compagnie, de même que les services de base du bataillon qui, bien que légèrement modifiés en fonction de l'expansion, consistaient généralement en l'organisation opérationnelle, les véhicules, les services radio, la restauration et la solde.

### QG de la compagnie (peloton des opérations)
Scarva Road Barracks, Banbridge - une section expérimentale de cadres permanents formée après l'Ulsterisation, qui effectuait les mêmes tâches que l'armée régulière. Sélectionnée parmi les soldats les plus jeunes et les plus en forme, avec des commandants et des sous-officiers qui avaient, dans la mesure du possible, une expérience militaire antérieure. Le commandant était un adjudant écossais qui avait 22 ans d'expérience avec les Royal Highland Fusiliers, combattant dans des conflits coloniaux pendant le démantèlement de l'empire. Son second était le sergent de couleur Robert (Bob) Beattie (père du capitaine Doug Beattie), qui avait combattu lors de la crise du Congo et à Chypre avec les Royal Ulster Rifles. Les principales tâches consistaient à boucler rapidement l'autoroute A1 Belfast - Dublin et à agir en tant que force de réaction rapide (QRF) pour la 3e brigade d'infanterie et la division J du RUC. Au fur et à mesure que le nombre de soldats du cadre permanent augmentait, une nouvelle compagnie à plein temps a été formée à Portadown et la section des opérations y a été intégrée, prenant la désignation de compagnie A.

### Compagnie A (Tandragee)
Basée à la caserne de Mahon - compagnie à temps partiel. Plus tard, elle fut rebaptisée Compagnie B. Composée d'hommes (et plus tard de femmes) du village de Tandragee et des environs, cette compagnie prenait son service à 19 heures les jours de semaine et toute la journée les week-ends. En plus de patrouiller dans leurs propres villages et zones rurales, ils étaient également chargés de la relève de l'armée régulière sur le poste de garde permanent de la centrale électrique de Tandragee.

### Compagnie B
(Dromore) n'a jamais été formée, mais la désignation a été donnée plus tard à la compagnie A (Tandragee) lorsque la compagnie de fusiliers à plein temps a été établie à Portadown à partir de la section d'opérations et désignée comme "compagnie A".

### Compagnie C (Lurgan)
Caserne de Kitchen Hill, Lurgan. - une compagnie à temps partiel avec un petit cadre permanent qui dirigeait le centre de l'UDR au sein des casernes de l'armée régulière. Cette compagnie était chargée de patrouiller dans la ville de Lurgan et dans les villages et zones rurales environnants.

#### Rafle d'armes
À la suite d'un raid contre la compagnie C, le 20 octobre 1972, le commandant de la garde, le sergent Billy Hanna MM, a été reconnu coupable d'avoir fourni des informations aux paramilitaires loyalistes. La plupart des armes ont été récupérées lors d'opérations de suivi, mais il a été prouvé par la suite que certaines d'entre elles avaient été utilisées par des organisations loyalistes pour commettre des crimes, y compris des meurtres.

### Compagnie D (Bambridge)
Scarva Road Barracks, Banbridge - une compagnie à temps partiel avec un petit personnel permanent qui administrait et gardait la caserne. Tirant ses recrues de Banbridge, Dromore et des villages et zones rurales environnants, la compagnie patrouillait également dans ces zones et fournissait des points de contrôle supplémentaires sur l'autoroute A1.

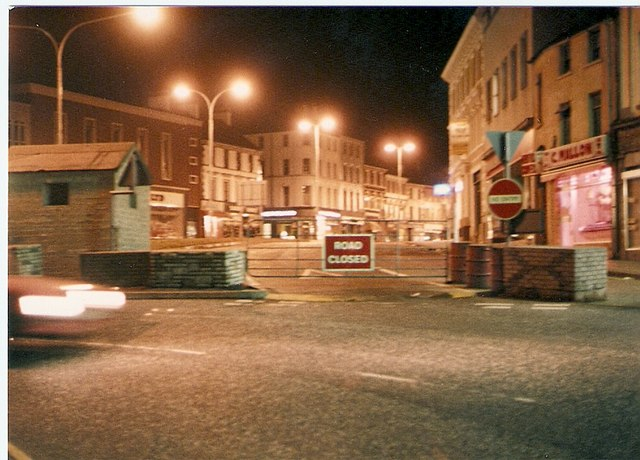
Le centre fermé de Portadown - gardé par la compagnie E, 11UDR

### Compagnie E (Portadown)
Une société à temps partiel avec un petit noyau de personnel administratif permanent provenant de la ville de Portadown, des villages environnants et des zones rurales. La compagnie assurait des patrouilles dans la ville et ses environs ainsi que la garde de nuit du central téléphonique d'Edenderry.

### Compagnie F (Lisburn)
Après la fusion des 1 et 9 UDR en 1984 - une compagnie à temps partiel avec un petit noyau de personnel administratif permanent qui gérait les bureaux et les installations de la compagnie au sein de Thiepval Barracks. Recrutant à Lisburn et dans les environs, elle avait également une zone de patrouille mixte composée de villes et de villages, mais, de par sa situation géographique, elle patrouillait également dans des zones du sud de Belfast.

## Zone de responsabilité
RUC J Division - comprenant les sous-divisions de :
- Mahon Road : Commandement divisionnaire et casernes dans la subdivision de Portadown.
- Portadown : Commandement subdivisionnaire.
- Lurgan : Commandement subdivisionnaire.
- Moira : Caserne dans la subdivision de Lurgan.
- Craigavon : Caserne dans la subdivision de Lurgan.
- Banbridge : Commandement subdivisionnaire.
- Dromore : Caserne de la subdivision de Banbridge.
- Dromara : Caserne dans la subdivision de Banbridge.
- Gilford : Caserne dans la subdivision de Banbridge.
- Rathfriland : caserne dans la subdivision de Banbridge. (3 UDR étaient responsables de la ville de Rathfriland)[8]

Les compagnies à temps partiel et à temps plein de la 11e UDR ont assumé la responsabilité opérationnelle dans d'autres zones afin de soulager les bataillons frontaliers qui avaient subi de lourdes pertes, en particulier la 2e UDR. Les soldats à temps partiel étaient déployés pour un week-end, mais la section d'opérations à temps plein (plus tard la compagnie A) et les éléments de la compagnie HQ Conrate Guard étaient déployés pour des périodes pouvant aller jusqu'à deux semaines à la fois. Certains de ces détachements se trouvaient à :
- Bessbrook
- Newtownhamilton
- Caledon
- Keady[9]
- Middletown
- Omeath

Les 11 pelotons de l'UDR ont également participé à des patrouilles urbaines et rurales, les soldats à temps plein prenant part à des recherches, à des activités d'observation et à l'interdiction d'accès au territoire à l'ennemi.

## Victimes
Le bataillon a perdu neuf hommes au cours de son existence. Huit autres ont été tués en raison de leur appartenance au bataillon après l'avoir quitté. Aucun chiffre n'est disponible pour les blessés.

## Fusillade de Miami
Deux soldats de la compagnie C du 11e UDR (également membres de l'UVF) ont été reconnus coupables de l'assassinat, en 1975, de trois musiciens du groupe irlandais Miami. Cette attaque a été menée par Robin Jackson, un ancien soldat de l'UDR qui avait été réformé pour des "raisons non divulguées",,. Deux soldats de la compagnie E du 11e UDR, à Portadown (également membres de l'UVF), sont morts dans l'explosion prématurée de leur propre bombe.

## Voir également
- Régiment de défense de l'Ulster
- Liste des bataillons et lieux du Régiment de Défense de l'Ulster
- Soldats du Régiment de Défense de l'Ulster
- Officiers du Régiment de Défense de l'Ulster